# Dixonius pawangkhananti
Dixonius pawangkhananti — вид ящірок з родини геконових (Gekkonidae). Описаний у 2020 році.

## Назва
Видова назва вшановує тайського зоолога Парінью Павангхананта (Сільськогосподарський університет Фаяо та Фонд «Кролик на Місяці», місто Ратчабурі) за його внесок у дослідження герпетофауни Таїланду.

## Поширення
Ендемік Таїланду. Відомий з прибережних вапнякових пагорбів в окрузі Ча-ам провінції Пхетчабурі на півдні країни.

## Опис
Дрібна ящірка, завдовжки до 4,3 см.